# Rue Transversale (Lyon)
Pour les articles homonymes, voir rue Transversale.
La rue Transversale est une voie du quartier de Vaise dans le 9e arrondissement de Lyon, en France. 

## Situation
La voie est intégralement située dans le quartier de Vaise, une ancienne commune rattachée à Lyon en 1852, dépendant du 9e arrondissement. D'orientation nord-ouest / sud-est, elle a pour tenant la rue Masaryk au sud-est, et pour aboutissant la rue du 24-Mars-1852 au nord-ouest. Elle croise perpendiculairement la rue de la Claire.

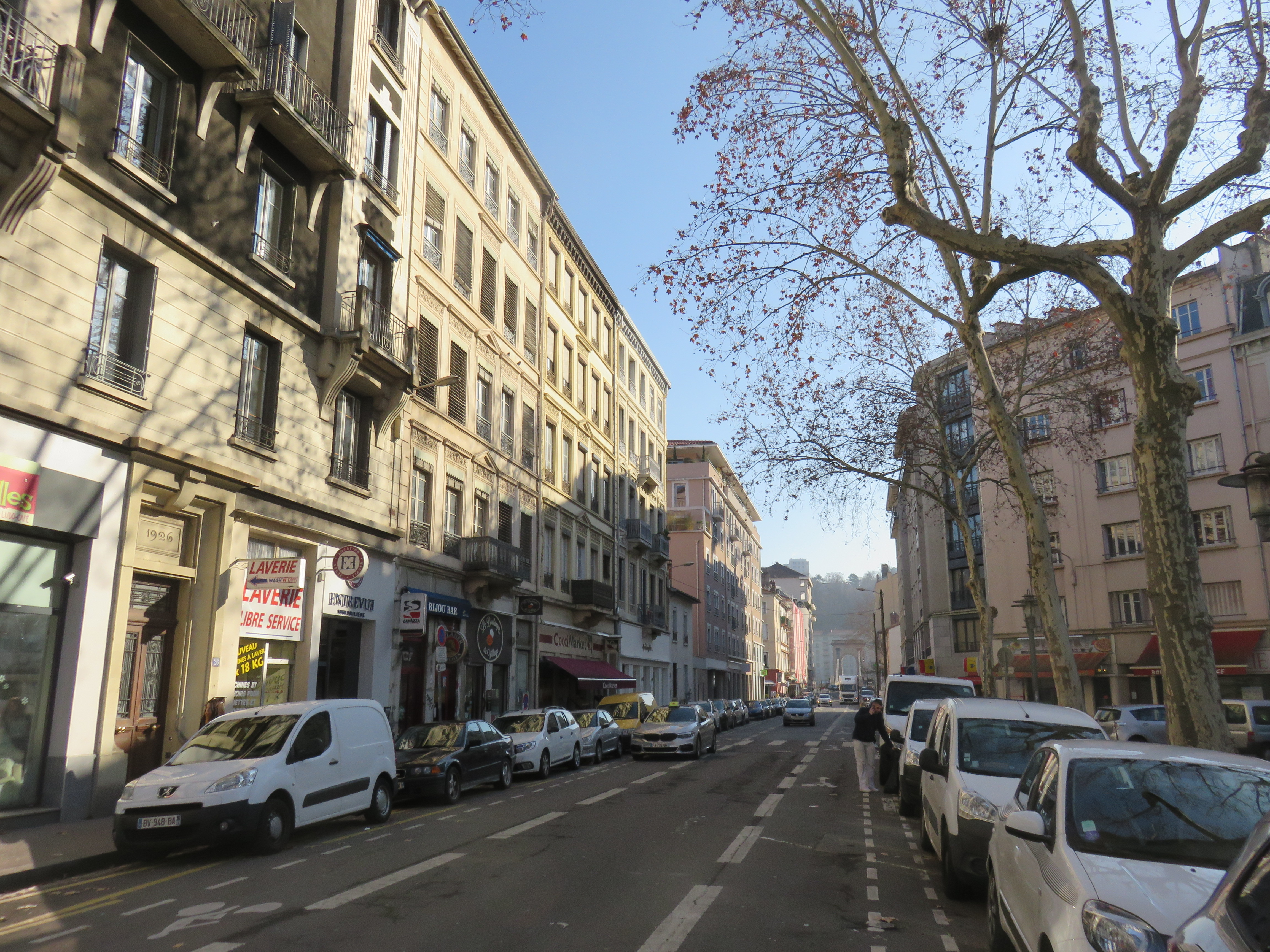
La rue Masaryk en février 2019. Le tenant sud-ouest de la rue Transversale se situe après l'immeuble moderne rose pâle de sept niveaux sur le côté gauche de la rue, vue vers l'est.
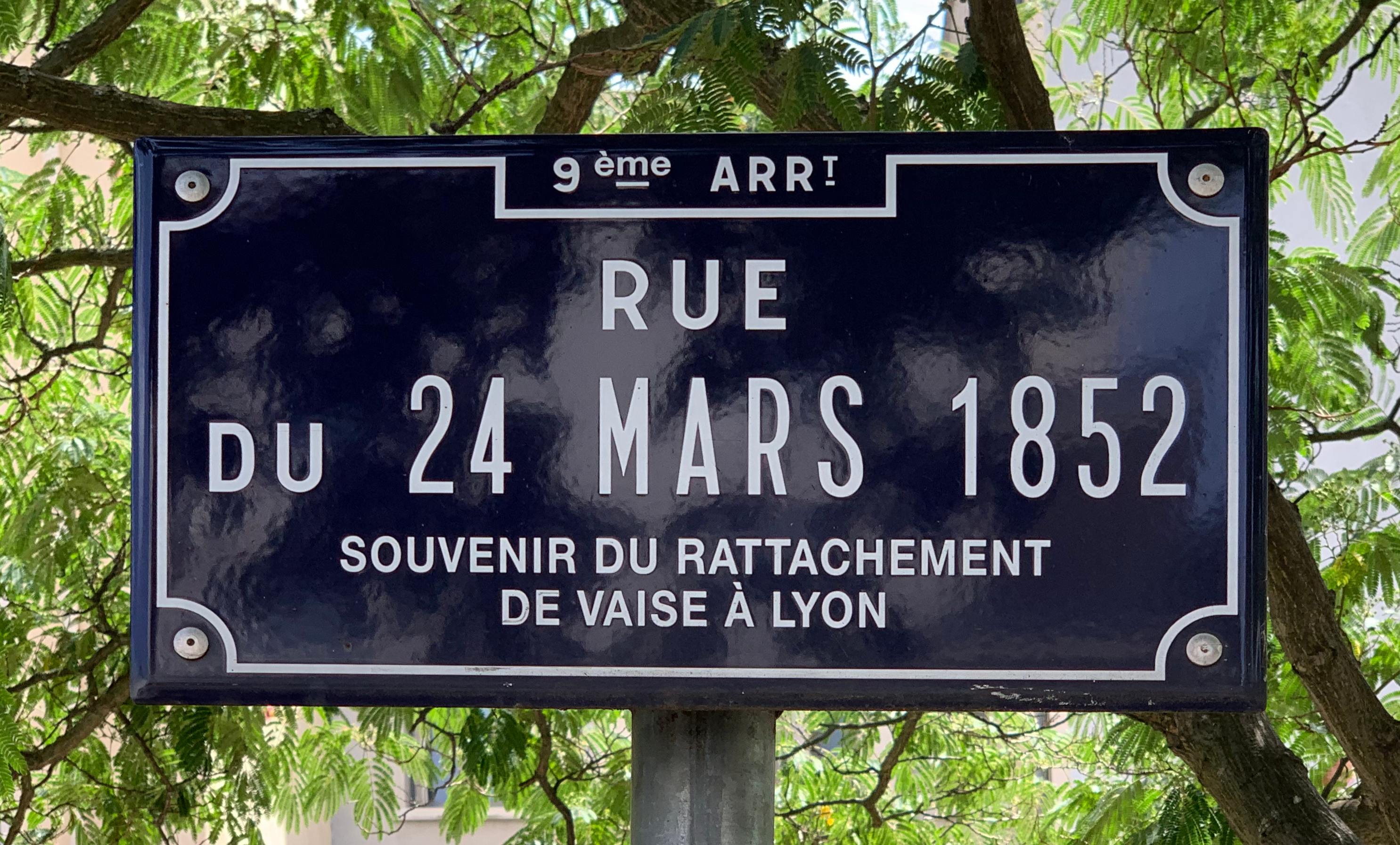
Plaque de la rue du 24-Mars-1852 qui sert d'aboutissant nord-ouest à la rue Transvesale.

## Accessibilité
La rue est desservie par la station Gare de Vaise de la ligne D du métro de Lyon, en correspondance avec de très nombreuses lignes de bus de ce pôle d'échange et les trains à la gare de Lyon-Vaise.

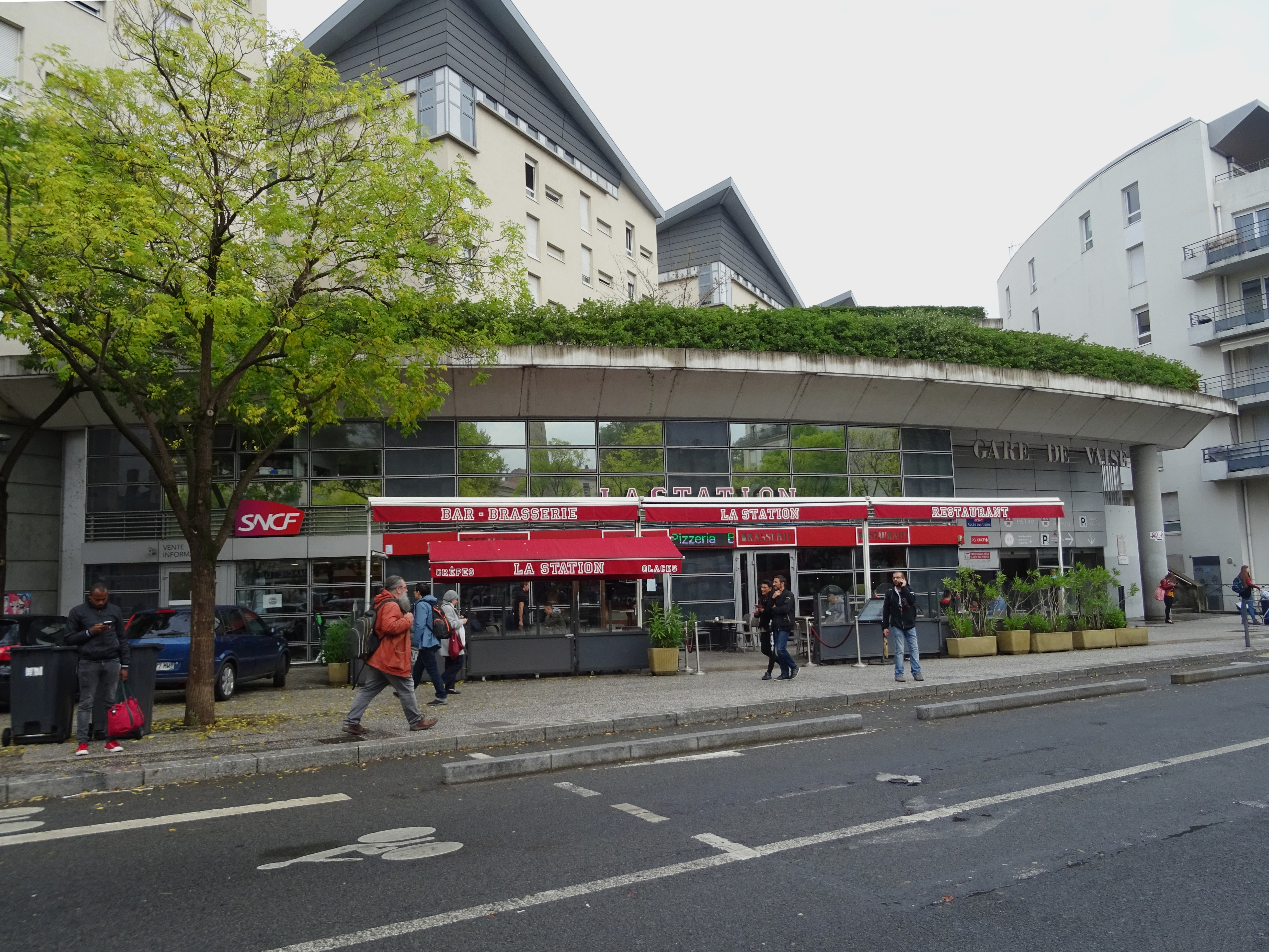
Le bâtiment voyageur de la gare ferroviaire de Lyon-Vaise, en octobre 2019.

## Odonymie
Parmi les auteurs de dictionnaires d'odonymes lyonnais, seul Jean Pelletier évoque l'origine de la rue Transversale. S'il dit d'elle qu'elle n'est « plus qu'un petit tronçon de rue » dans son ouvrage paru en 1992, elle faisait partie d'une longue voie percée sous Louis-Philippe régnant de 1830 à 1848, parallèlement à la rue de Bourgogne jusqu'à la rue Mouillard qui longe le bas de la balme de la Duchère, qui donne son nom de « transversale ». Ce serait les travaux de construction de la gare de Vaise qui l'aurait réduite à sa portion actuelle dès 1850.
Si Maurice Vanario confirme son existence dès 1842, Louis Maynard ne l'évoque pas, pas même dans la table des rues dont le nom ne se rapporte ni à un personnage ni à un événement lyonnais dans laquelle il range d'ordinaire ce type d'odonyme auquel correspond la « rue Transversale », ni dans sa table des matières.

## Histoire
La rue Transversale est attestée depuis au moins 1842, avant l'annexion de l'ancienne commune de Vaise dont elle dépendait par Lyon le 24 mars 1852, date qui a également donné son nom à la rue du 24-Mars-1852 lui servant d'aboutissant au nord-ouest. Le nom de « rue Transversale » serait également l'un des anciens noms de la rue d'Aubigny dans le 3e arrondissement de Lyon selon l'historien Maurice Vanario, mais à une date inconnue.
En septembre 2020, la construction d'une résidence étudiante au numéro 15 de la rue permet la découverte d'une bombe de la Seconde Guerre mondiale, datant très probablement des bombardements du 26 mai 1944 orchestrés lors de la débâcle allemande par les aviations anglaise et américaine. Sa désactivation nécessite l'évacuation de 4 500 personnes programmée pour le 7 mars 2021, les habitants sont regroupés à l'extérieur d'une zone d'évacuation dans des gymnases, notamment.

## Description
La rue n'abrite aucun élément remarquable. C'est en 2020 que la construction d'une future résidence étudiante au numéro 15 a permis la découverte d'une bombe de la Seconde Guerre mondiale.